# Acizzia exquisita
Acizzia exquisita är en insektsart som först beskrevs av Leonard D. Tuthill 1952.  Acizzia exquisita ingår i släktet Acizzia och familjen rundbladloppor. Inga underarter finns listade i Catalogue of Life.